# 喜多村悦史
喜多村 悦史（きたむら えつし、1951年（昭和26年） - ）は、日本の元厚生官僚、社会福祉学者。東京福祉大学大学院社会福祉学研究科教授、一般財団法人日本ウエルネス協会理事。博士（社会福祉学）。専門は社会保障、労働法、財政。

## 経歴
広島県福山市生まれ。京都大学法学部を卒業後、1974年（昭和49年）、厚生省に入省し、社会保険制度の企画・運営に従事する。内閣府経済社会総合研究所総括政策研究官、財団法人結核予防会専務理事等を経て、現在は東京福祉大学大学院社会福祉学研究科教授。2011年（平成23年）、「国民保険創設(社会保障の統合)とその財政見通し」により、東京福祉大学から博士（社会福祉学）を取得した。
全ての社会保険を一元化する「国民保険構想」を提唱している。

## 主な著書
- 『社会保障改革への処方箋』、医薬経済社、2013年　ISBN 978-4-902968-40-8
- 『浄化槽の法律物語』、オフィスTM、2012年　ISBN 978-4-8132-8985-2
- 『国民保険を創設せよ 日本を救う社会保障制度とは』、時評社、2003年　ISBN 4-88339-086-1
- 『社会保険再生への道』、論創社、2003年　ISBN 4-8460-0372-8
- 『生涯の安心を託す社会保険の姿『国民保険構想』の骨格１３章』、日本厚生協会出版部、2002年　ISBN 4-931564-16-X
- 『日本型リバース・モーゲージの構想』、都市文化社、2000年　ISBN 4-88714-209-9
- 『血液の基礎知識 血液事業の歴史と方向 第2版』、都市文化社、1999年　ISBN 4-88714-195-5